# Limousinita
La limousinita és un mineral de la classe dels fosfats. Rep el nom de la regió històrica francesa del Llemosí on va ser descoberta.

## Característiques
La limousinita és un fosfat de fórmula química BaCa[Be₄P₄O16]·6H₂O. Va ser aprovada com a espècie vàlida per l'Associació Mineralògica Internacional l'any 2019, sent publicada per primera vegada el 2021. Cristal·litza en el sistema monoclínic. Un beril·lofosfat estructuralment relacionat amb la phil·lipsita. Químicament es troba relacionat amb la wilancookita i la minjiangita, també beril·lofosfats, així com amb la babeffita.
Les mostres que van servir per a determinar l'espècie, el que es coneix com a material tipus, es troben conservades al Musée cantonal de géologie de Lausanne (Suïssa), amb el número de catàleg: mgl 093398, i al laboratori de mineralogia de la Universitat de Lieja (Bèlgica), amb el número de catàleg: ulg 21167.

## Formació i jaciments
Va ser descoberta a la pedrera Vilatte-Haute, situada al municipi de Bellac, dins el departament de l'Alta Viena (Nova Aquitània, França), on es troba en forma de cristalls prismàtics aïllats, parcialment corroïts, incolors o de color blancs-neu de fins a 0,9 mm de llarg, amb seccions ròmbiques, en vugs de fosfats primaris alterats de ferro i manganès. Aquesta pedrera francesa, on es troba associada a triplita, quars i greifensteinita, és l'únic indret de tot el planeta on ha estat descrita aquesta espècie mineral.